# تياغو غوميز
تياغو غوميز (بالبرتغالية: Tiago Henrique Damil Gomes‏) (29 يوليو 1986 بأويرس في البرتغال - ) هو لاعب كرة قدم برتغالي في مركز الدفاع. شارك مع منتخب البرتغال تحت 17 سنة لكرة القدم ومنتخب البرتغال تحت 19 سنة لكرة القدم ومنتخب البرتغال تحت 20 سنة لكرة القدم ومنتخب البرتغال تحت 21 سنة لكرة القدم ومنتخب البرتغال لكرة القدم. أما مع النوادي، فقد لعب مع أوساسونا وإستريلا دا أمادورا وإشتوريل برايا وزاغويمبيه لوبين وسبورتينغ براغا ونادي بنفيكا ونادي بيلينينسش ونادي ميتز وS.L. Benfica B ‏.

## مسيرته الكروية
لعب تياغو غوميز خلال مسيرته الاحترافية مع 10 أندية في خمسة عشر موسمًا وسجل خلالها 3 أهداف ضمن 234 مباراة. حيث فاز في موسم واحد بالكأس ولم يفز بأي دوري.
خاض تياغو غوميز مسيرته مع S.L. Benfica B ‏ في موسم 2004–05 ولمدة موسمين، مشاركًا في 48 مباراة سجل خلالها هدفين. ثم انتقل إلى نادي إستريلا دا أمادورا في موسم 2006–07 لمدة موسم واحد، حيث شارك في 5 مباريات ولم يسجل أي هدف. لينتقل بعدها إلى نادي زاغويمبيه لوبين في موسم 2007–08 لمدة موسم واحد، مشاركًا في 18 مباراة ولم يسجل أي هدف أيضًا. ثم انتقل إلى نادي أوساسونا في موسم 2008–09 لمدة موسم واحد، لم يشارك في أي مباراة ولم يسجل أي هدف أيضًا. هذا وانتقل لاحقًا إلى نادي بيلينينسش في موسم 2009–10 ولمدة موسمين، مشاركًا في 39 مباراة ولم يسجل أي هدف أيضًا. ثم انتقل بعدها إلى نادي إشتوريل برايا في موسم 2011–12 واستمر معه طيلة ثلاثة مواسم، مشاركًا في 47 مباراة سجل خلالها هدفًا واحدًا. ليعود وينتقل من جديد، لكن هذه المرة إلى نادي سبورتينغ براغا في موسم 2014–15 لمدة موسم واحد، مشاركًا في 16 مباراة ولم يسجل أي هدف. لينتقل بعدها إلى نادي ميتز في موسم 2015–16 لمدة موسم واحد، مشاركًا في 20 مباراة ولم يسجل أي هدف أيضًا. ثم لعب في نادي أبولون ليماسول في موسم 2016–17 لمدة موسم واحد، مشاركًا في 18 مباراة ولم يسجل أي هدف أيضًا. ليعود ويرتحل عنه إلى نادي فييرينسي في موسم 2017–18 ولمدة موسمين، مشاركًا في 23 مباراة ولم يسجل أي هدف أيضًا.

## روابط خارجية
- تياغو غوميز على موقع قاعدة بيانات كرة القدم.إي يو (الإنجليزية)
- تياغو غوميز على موقع ناشيونال فوتبول تيمز (الإنجليزية)
- تياغو غوميز على موقع Soccerway.com (الإنجليزية)
- تياغو غوميز على موقع عالم كرة القدم.نت (الإنجليزية)
- تياغو غوميز على موقع AS.com (الإسبانية)